# Neftel Automobile Company
Neftel Automobile Company war ein US-amerikanischer Hersteller von Automobilen.

## Unternehmensgeschichte
Knight Neftel gründete 1902 das Unternehmen in Brooklyn im US-Bundesstaat New York. 1902 begann die Produktion von Automobilen. Der Markenname lautete Neftel. Ende 1903 kam die Produktion zum Erliegen.

## Fahrzeuge
Das erste Fahrzeug  von 1902 war ein Elektroauto. Es hatte einen Elektromotor von Telecom mit 8,5 PS Leistung. Damit nahm Neftel 1902 an einer Zuverlässigkeitsfahrt von New York City nach Buffalo teil.
1903 führte eine Weiterentwicklung zu Hybridelektrokraftfahrzeugen. Ein Zweizylindermotor mit 10 PS Leistung war vorne im Fahrzeug montiert. Er trieb einen Dynamo an, der dafür sorgte, dass die Batterien für den Elektromotor geladen wurden. Der Antrieb erfolgte auf die Hinterräder. Der Aufbau war ein Tourenwagen. Die Vehicle Equipment Company war beim Bau behilflich. Der Vertrieb erfolgte über die Ranier Company aus New York City.
In der Zeitung The Sun vom 31. Mai 1903 befindet sich eine Anzeige der Ranier Company, die gleichzeitig Fahrzeuge von  der Vehicle Equipment Company, der Berg Automobile Company und Neftel anbot.